# زمهرير (مسلسل)
زمهرير (بالتركية: Zemheri)‏ مسلسل تلفزيوني درامي تركي بدأ عرضه في 15 يناير عام 2020 على قناة شو تي في من بطولة ألبيران دويماز وآيتشا آيشين توران وجانير جيندوروك وهازال فيليز كوتشوكوزي.

## القصة
أياز (ألبيران دويماز) وفيروزة (آيتشا آيشين توران)
عاشقان سابقان في سنوات الجامعة، لكنهما انفصلا فيما بعد، والد فيروزة كان مسؤول عن التحكم في المصاعد في نفس الشركة التي كان يعمل بها «اياز» سيحصل حادث في موقع البناء بسبب خلل في أحد المصاعد مما يؤدي إلى وفاة مجموعة من العمال وسيتم إلقاء اللوم على والد «فيروزة» وسيدخل السجن ظلمًا. في الواقع الخلل في المصعد كان القصد منه اغتيال شخص آخر! وقليلون يعرفون بشأن هذا. فيروزة ستغير هويتها لتبدأ العمل في الشركة وتكافح لإثبات براءة أبيها. «اياز» يعتبر الموظف المفضل لمدير الشركة «ارتان» وفي الوقت نفسه يعيش علاقة مع «بيراك» أخت المدير وتحدث أحداث أخرى بعد عامين من التقاء الصدفة.

### الشخصيات
| اسم الممثل            | الدور  | عدد الحلقات |
| --------------------- | ------ | ----------- |
| ألبيران دويماز        | آياز   | 1-10        |
| آيتشا آيشين توران     | فيروزة | 1-10        |
| كانر سيندروك          | إرتان  | 1-10        |
| هازال فيليز كوتشوكوزي | بيراك  | 1-10        |
| شيبنم دونمز           | ميهفيش | 1-10        |
| زرين تكيندور          | علياء  | 1-10        |
| نهال كولداش           | صفية   | 1-10        |
| مفيد كاياجان          | ياسر   | 1-10        |

## الحلقات
| رقم الموسم | عدد الحلقات | تاريخ بداية البث تركيا | تاريخ نهاية البث |
| ---------- | ----------- | ---------------------- | ---------------- |
| 01         | 10          | 15 يناير 2020          | 18 مارس 2020     |

## روابط خارجية
- زمهرير على موقع IMDb (الإنجليزية)
- زمهرير على موقع فيلمافينيتي (الإسبانية)
- زمهرير على موقع كينوبويسك (الروسية)
- زمهرير على موقع قاعدة بيانات الفيلم (الإنجليزية)